# 小森谷巧
小森谷 巧（こもりや たくみ、1959年8月27日 - ）は、日本のヴァイオリニストである。兄はピアニストの小森谷泉、妻はピアニストの小森谷裕子。茨城県古河市出身。

## 経歴
- 幼少期より両親に手ほどきを受け桐朋学園大学音楽科へ入学
- 1979年、ウィーン国立音楽大学へ留学
- 1985年、英国王立音楽大学の演奏ディプロマを首席で獲得し帰国[2]
- 1987年、東京交響楽団入団、首席コンサートマスターとして活躍[3]
- 1991年、第1回出光音楽賞奨励賞受賞[3]
- 1994年 - 1996年、東京交響楽団ヨーロッパ公演のソリストとして、ウィーン、ミュンヘン、リスボン、バレンシアの各地へ参加[2]
- 1996年、ソロアルバム『Romance』をリリース
- 1999年、コンサートマスターとして読売日本交響楽団に入団[3]
- 2006年、ルートヴィッヒ弦楽四重奏団を結成
- 2007年、アルバム『Ernest Chausson』を兄であるピアニスト小森谷泉、ルガーノ・カルテットとリリース
- 2008年、NHK交響楽団首席チェロ奏者藤森亮一、コンサートピアニスト横山美里とともにThe Grand Trioを結成
- 2009年、十勝毎日新聞社よりThe Grand Trioとしての1stアルバムをリリース
- 2010年、ティートックレコーズよりThe Grand Trioとしての2ndアルバムをリリース
- 2013年、ティートックレコーズよりソロアルバム『弦の巧』とThe Grand Trioの3rdアルバムをリリース
- 2014年、ティートックレコーズよりソロアルバム『弦の巧Ⅱ』をリリース
- 2023年、読売日本交響楽団を退団[4]

## 師事
- 久保田良作
- 徳永二男
- ヨゼフ・スーク
- イフラ・ニーマン

## 近年の活動
ソリストとして、読売日本交響楽団、東京交響楽団、ロイヤルチェンバーオーケストラ、仙台フィルハーモニー管弦楽団などと共演。
また、指揮者として古典派の作品を中心に演奏活動を行う。
現在、昭和音楽大学教授。サイトウ・キネン・オーケストラ、愛知室内オーケストラ コンサートマスター。

## ディスコグラフィー

### ソロ
- 『Romance』（1996年）
- 『弦の巧』（2013年）
- 『弦の巧Ⅱ』（2014年）

### Izumi & Takumi KOMORIYA Quartetto di Lugano
- 『Ernest Chausson』（2007年）

### The Grand Trio
- 「ブラームス ピアノ三重奏曲 第1番 ロ長調 作品8 / メンデルスゾーン ピアノ三重奏曲 第1番 ニ短調 作品49」（2009年）
- 「ラヴェル ピアノ三重奏曲 イ短調 / シューベルト ピアノ三重奏曲 第2番 変ホ長調 D.929」（2010年）
- 「ショスタコーヴィチ ピアノ三重奏曲第2番 ホ短調 作品67 / メンデルスゾーン ピアノ三重奏曲第2番 作品66」（2013年10月30日）